# Pressure Festival
Das Pressure Festival ist ein deutsches Hardcore- und Metalcore-Festival. Es gilt als eines der wichtigsten europäischen Festivals der Hardcore-Szene.

## Allgemein
Es findet meist Ende Juni parallel zu oder kurz nach den Hurricane- und Southside-Festivals in der Gysenberghalle in Herne statt. Das Festival zieht bei einer Hallenkapazität von 5000 Menschen jährlich bis zu 10.000 Besucher an.
Da das Pressure Festival vom Label Alveran Records veranstaltet wird, das eines der wichtigsten europäischen Hardcore- und Metalcore-Labels ist, spielten bereits viele der bedeutendsten Bands aus diesen Genres auf dem Pressure Festival. Viele US-amerikanische Bands spielen auf dem Pressure Festival ihr erstes Konzert in Europa, zum Beispiel Casey Jones und The Warriors. Neben den Konzerten gibt es Verkaufsstände, Informationsstände von Tierrechtsorganisationen und veganes Essen.

## Geschichte
Das Pressure Festival wurde vom Label Alveran Records im Jahr 2003 als Gegenstück zum US-amerikanischen Hellfest initiiert. Bereits auf dem ersten Pressure Festival, dass vom 27. bis 29. Juni 2003 in der Funbox Amalie in Essen stattfand, spielten mit Caliban, Dark Tranquillity und Hatebreed sehr bekannte Bands aus Metalcore und Melodic Death Metal.
Am 1. November 2003 fand im Matrix in Bochum ein eintägiges Winterspezial des Pressure Festivals statt. Es spielten Blood for Blood, Born from Pain, Slapshot und Terror. Obwohl das Winterspezial ausverkauft war, fand das Pressure Festival im Weiteren nur noch einmal im Jahr statt, um den damit verbundenen Aufwand zu vermeiden.
Vom 25. bis zum 27. Juni 2004 fand das Pressure Festival zum ersten Mal in der Gysenberghalle in Herne statt. Es spielten unter anderem Agnostic Front, Born from Pain, Hatebreed, Killswitch Engage und Maroon.
Im Jahr 2005 fand das Pressure Festival vom 24. bis 26. Juni, wiederum in der Gysenberghalle statt. Mit Napalm Death, Sick of It All und Suicidal Tendencies konnten drei sehr bedeutende Bands für das Festival gewonnen werden. 2005 sorgte der Tod eines 26-jährigen Besuchers für Aufsehen, da zunächst vermutet wurde, dass eine aus einer Wall of Death hervorgegangene Verletzung die Ursache war. Wie sich wenige Tage später herausstellte, war jedoch ein Herzfehler der Grund für den Tod des Konzertbesuchers. Dennoch mussten insgesamt 19 Festivalgäste ärztlich behandelt werden.
Im Jahr 2006 fand das Festival am 23. Juni im Soundgarden in Dortmund und am 24. sowie 25. Juni in der Gysenberghalle statt. Das Festival musste aufgrund der Fußball-Weltmeisterschaft und einer damit verbundenen größeren Public-Viewing-Veranstaltung nach Dortmund ausweichen, da die Kapazitäten der Herner Polizei sonst nicht ausgereicht hätten. Es spielten unter anderem As I Lay Dying, The Haunted, Ignite, Madball, Maroon und Narziss.
Im Jahr 2007 fand das Pressure Festival vom 22. bis 24. Juni 2007 wieder alle 3 Tage in der Gysenberghalle statt. Unter anderem sind Sick of It All, Parkway Drive, Casey Jones und As I Lay Dying aufgetreten.
Das siebte Pressure Festival fand am Wochenende vom 27. bis zum 29. Juni 2008 statt.

## Line-up
| Jahr | Tag 1 | Tag 2 | Tag 3 |
| ---- | --- | --- | --- |
| 2003 | Hatebreed | Dark Tranquillity | Youth of Today |
| 2003 | Deadlock, Deadsoil, Disbelief, Forsaken, Jaylan, Narziss, Settle the Score, Throwdown                                                                                  | A Traitor Like Judas, Amon Amarth, Caliban, Carnal Forge, Cataract, Destiny, Drift, Heaven Shall Burn, Maroon, Naglfar, Pale, Stampin’ Ground, Unearth                                     | Aborted, Bleeding Through, Days in Grief, Dew-Scented, Martyr A.D., Purification, Reply, Reprisal, Stairland, The Coalfield, Three Minute Poetry                  |
| 2004 | Agnostic Front | Hatebreed | Discipline |
| 2004 | Black Friday ’29, Caliban, Chimaira, Do or Die, Emscherkurve 77, Evergreen Terrace, God Forbid, Killswitch Engage, Personal Vendetta, Shadows Fall, Streetdogs, Terror | Born from Pain, Crowbar, Deadsoil, Destiny, Dew-Scented, End of Days, Give Up the Ghost, Hope Conspiracy, Heaven Shall Burn, Ignite, Maroon, Settle the Score, Shai Hulud, Shattered Realm | Blood for Blood, Die My Demon, E-Town Concrete, Fear My Thoughts, Knuckledust, Paint the Town Red, Retaliate, Sworn Enemy, The Bones, Throwdown, Walls of Jericho |
| 2005 | Hatebreed | Napalm Death | Sick of It All |
| 2005 | Bleeding Through, Deadlock, Fear My Thoughts, Purified in Blood, Terror, Zao                                                                                           | Amen, Angelcrew, Backfire, Diecast, Discipline, Do or Die, End of Days, Everybody Gets Hurt, Heaven Shall Burn, Merauder, Shattered Realm, Walls of Jericho                                | 100 Demons, Born from Pain, By Night, Cataract, Dew-Scented, Face Tomorrow, Harley’s War, Irate, Narziss, Stretch Arm Strong                                      |